# Serra del Moro (les Planes d'Hostoles)
La Serra del Moro és una serra situada al municipis de les Planes d'Hostoles a la comarca de la Garrotxa i el de Susqueda a la comarca de la Selva, amb una elevació màxima de 1.152 metres.